# Bandera de Somo
La Bandera de Somo fue una regata de remo, concretamente de traineras, que se celebró en Somo (Cantabria) en el año 1994.

## Historia
El 20 de agosto de 1994 se celebró en la playa de Somo, frente al Palacio de la Magdalena, una regata para los clubes cántabros que no pudieron participar en el Campeonato de España de Traineras que se celebró en Castropol, es decir, todas las traineras menos Santoña y Ciudad de Santander.
Se bogó un recorrido de 3 millas náuticas que equivalen a 5556 metros.

## Clasificación
| Pos. | Club      | Trainera           | Tiempo   |
| ---- | --------- | ------------------ | -------- |
| 1    | Camargo   | Virgen del Carmen  | 21:01.73 |
| 2    | Carasa    | La Saga            | 21:26.94 |
| 3    | Castro    | La Marinera        | 21:42.06 |
| 4    | Astillero | San José IX        | 22:00.05 |
| 5    | Pedreña   | Sardinero          | 22:03.06 |
| 6    | Pontejos  | Jose Luis Valdueza | 23:26.34 |

| Color  | Resultado |
| ------ | --------- |
| Oro    | Ganador   |
| Plata  | Segundo   |
| Bronce | Tercero   |
| Verde  | Puntuó    |